# Int-Ball

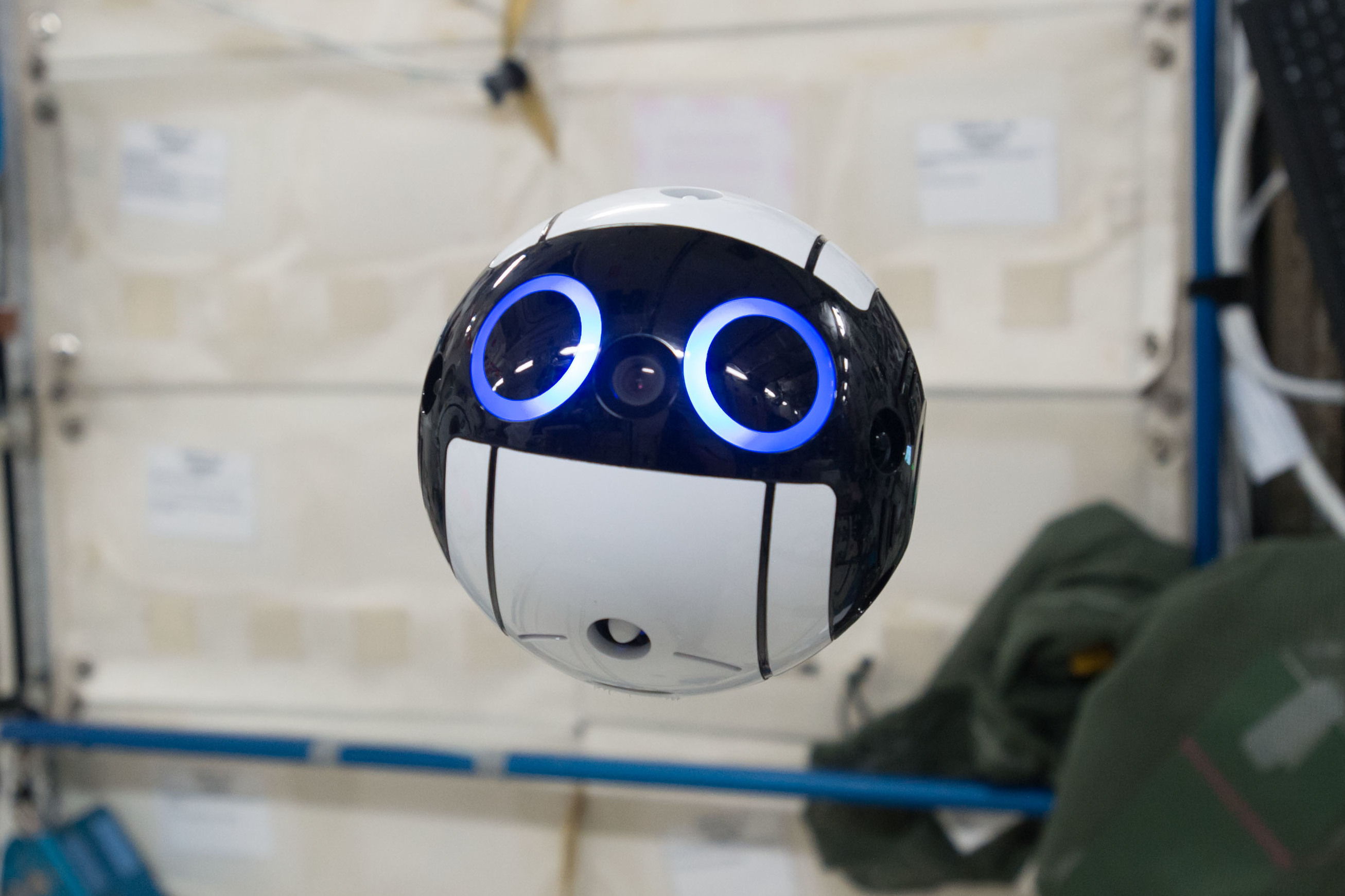
Int-Ball

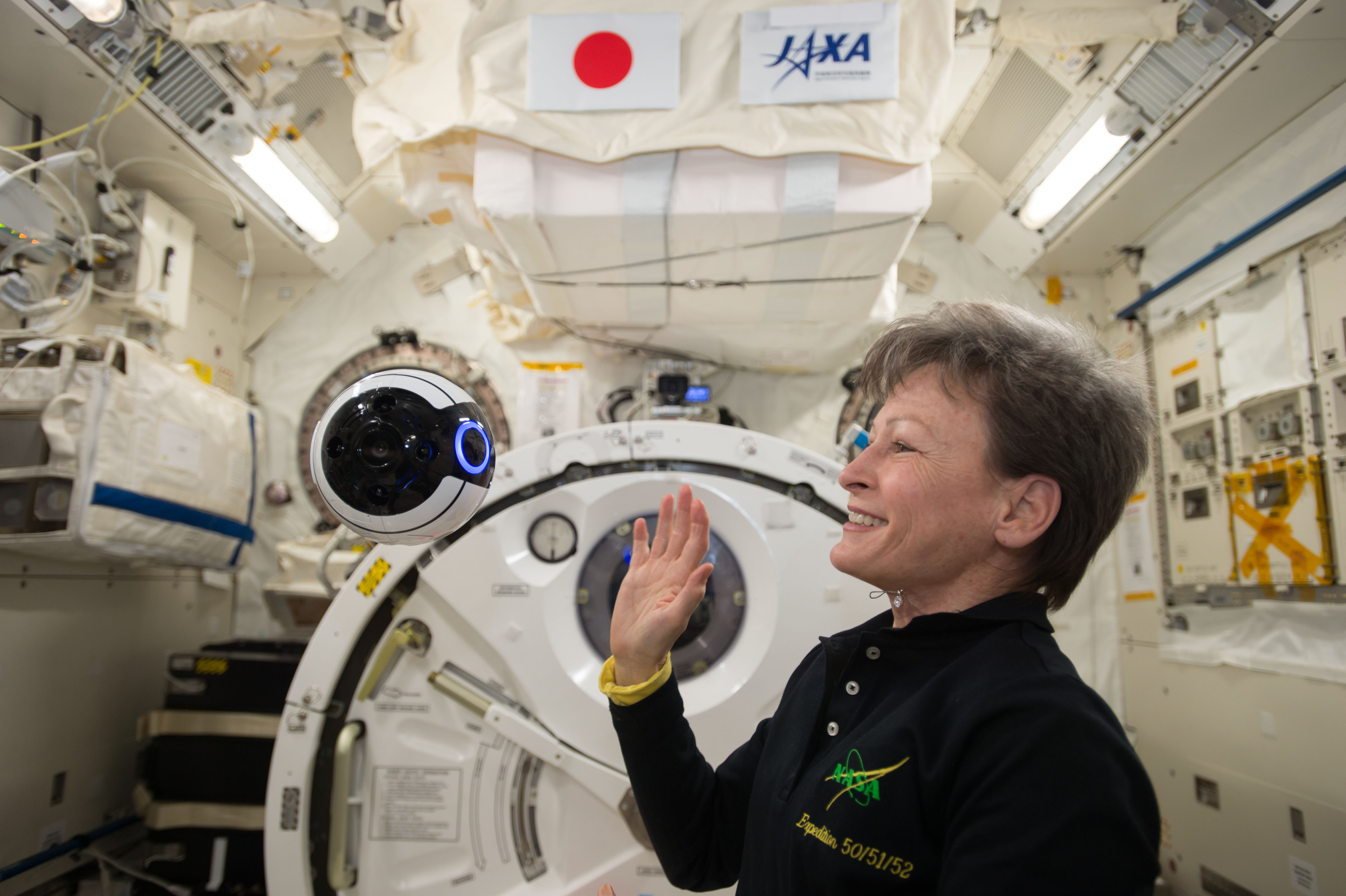
Пеґґі Вітсон взаємодіє з роботом у модулі «Кібо».

Int-Ball (скорочення від JEM Internal Ball Camera, «Внутрішня камера-куля Японського експериментального модуля») — японський безпілотний літальний апарат (дрон, робот), що «мешкає» на Міжнародній космічній станції (МКС), в японському модулі «Кібо».
«Внутрішня куля» розроблена та керується командою JAXA. Доставлений пристрій на МКС 4 червня 2017 місією SpaceX CRS-11 .
Int-Ball має форму кулі, що здатна самостійно обертатися та пересуватися у невагомості у будь-якому напрямку за допомогою електричних пропелерів та знімати фото та відео під будь-яким кутом. Згідно з інформацією JAXA, матеріал, що знімається, може в режимі реального часу транслюватись у цукубський Центр управління польотами, там оброблятися фахівцями, що контролюють виконання робіт та експериментів, і відправлятись назад на МКС. Int-Ball може рухатися як під контролем операторів із Землі, так і повністю автономно. JAXA сподівається, що в майбутньому дрон допоможе контролювати доставку вантажів на МКС та вирішувати проблеми, що виникають на борту станції.
Робот створений методом 3D-друку та має вигляд стилізованого людського обличчя з двома очима, проте камера на ньому лише одна (між очима).
Згідно з JAXA, дрон не вимагає від астронавтів абсолютно ніякої уваги та звільняє їх від ручного фотографування результатів експериментів, що займає близько 10 % цінного робочого часу. Дрон-робот дозволяє фахівцям земного ЦУПа дивитися на обстановку всередині МКС так само, як її видно астронавтам, підвищуючи ефективність взаємодії наземної та орбітальної команд.

## Параметри
- Діаметр — 15 см.
- Маса — 1 кг.
- Кількість пропелерів — 12[3].